# دارودسته (فیلم ۲۰۱۵)
دارودسته (انگلیسی: Entourage) فیلمی در ژانر کمدی و کمدی رمانتیک به کارگردانی داگ الین است که در سال ۲۰۱۵ منتشر شد. این فیلم ادامه مجموعه تلویزیونی به همین نام به شمار می رود که توسط شبکه اچ‌بی‌او	پخش شده است.

## بازیگران
- کوین کانلی
- آدریان گرنیر
- کوین دیلون
- جری فرارا
- جرمی پیون
- رکس لی
- اندرو دایس کلی
- دبی مازار
- کانستنس زیمر
- بیلی باب تورنتون
- هالی جوئل آزمنت
- امانوئل چریکی
- کید کادی
- ریس کویرو
- نورا دان
- الن داله
- مارتین لاندو
- رانداروزی
- سابینا گادکی

## خلاصه
آری (جرمی پیون) تصمیم میگیرد از بازنشستگی خارج شود تا بتواند ریاست یک استودیو را برعهده بگیرد. وی قصد دارد تا به سراغ سوژه ای علمی تخیلی رفته و فیلمی در اینباره بسازد و برای کارگردانی نیز وینس (آدرین گرینر) را مد نظر دارد. آری که موفق شده اسپانسری تگزاسی به نام لارسن (بیلی باب تورنتون) برای سرمایه گذاری ۱۰۰ میلیون دلاری بر روی فیلمش قانع کند، همه چیز را برای ساخت فیلم مهیا می بیند اما در خلال ساخت فیلم، اتفاقاتی رخ می دهد که…